# 최윤슬
최윤슬(본명: 최미진, 1983년 1월 27일~)은 대한민국의 배우이다.

## 학력
- 부산외국어대학교 국어국문학 학사

## 출연작

### 영화
- 《힘내라 대한민국》 (2025년) (내레이션)
- 《인드림》 (2023년) - 윤슬 역
- 《죽이러 간다》(2021년) - 선재 역
- 《아들의 이름으로》(2021년) - 윤 사장 역
- 《게이트》(2018년) - 아나운서 역
- 《독도512》 (2014년)
- 《놈이 온다》 (2013년)
- 《결혼의 기원》 (2013년) - 장미주 역
- 《에덴》 (2013년) - 초 마담 역
- 《차형사》 (2012년) - 디자이너 슬이 역
- 《시크릿》 (2009년) - 간호사 역
- 《레드아이》 (2005년) - 30대 여 역
- 《클레멘타인》 (2004년) - 여자 딜러 역

### 드라마 & 시트콤
- 《욱닥욱닥》 (2011년, KTV) - 방갑순 역
- 《오포졸》 (2008년, OBS) - 왕비 역
- 《마이캅》 (2008년, tvN) - 경식 여친 역
- 《키드 갱》 (2007년, OCN) - 날씬녀 역
- 《외과의사 봉달희》 (2006년, SBS)
- 《있을 때 잘해!!》 (2006년, MBC)
- 《소문난 칠공주》 (2006년, KBS2)

### 뮤직비디오
- 문소윤 - 괜찮을꺼야

## 수상
- 2015년 23회 대한민국문화연예대상 MC부문 신인상
- 2012년 한국을 빛낸 사람들 대중문화예술부문 방송신인연기상
- 2011년 한국을 빛낸 자랑스런 한국인 대상 베스트모델부문 대상
- 2003년 미스코리아 울산 특별상
- 2002년 한복모델 선발대회 미
- 2001년 월드미스유니버시티 평화봉사상